# Francisco Gattorno
Francisco Gattorno född 12 oktober 1964 i Santa Clara, Kuba, kubansk skådespelare, som studerat teater både på Kuba och Mexiko.

## Filmografi (i urval)
- 1993 - Sueño Tropical
- 1994 - Fresa y chocolate
- 2000 - Before Night Falls
- 2004 - Lloronas, Las